# チオシアン酸水銀(II)
チオシアン酸水銀(II)（チオシアンさんすいぎん、英: Mercury(II) thiocyanate）は二価の水銀のチオシアン酸塩で、化学式Hg(SCN)2で表される無機化合物。

## 性質
ブドウ糖などを補助燃料として点火すると分解し、蛇花火のように膨張する。この時に発生する水銀蒸気は有毒である。
熱分解の反応式は、
4 Hg(SCN)2 → 4 HgS + 2 CS2 + 3 (CN)2 + N2

## 生成
塩化水銀(II)などの二価の水銀化合物を、チオシアン酸カリウムなどのチオシアン酸塩溶液に混ぜるとチオシアン酸水銀(II)の沈殿を生じる。

他にも金属水銀に硝酸を反応させて硝酸水銀にし、チオシアン酸カリウムやチオシアン酸ナトリウムを硝酸水銀水溶液に水に混ぜたものを濾過することで生成できる。

## 安全性
日本の毒物及び劇物取締法では毒物に分類される。半数致死量（LD50）はラットへの経口投与で46mg/kg、ラットへの経皮投与で685mg/kg。ヒトの目や皮膚に刺激性があり、摂取すると腎臓や中枢神経に中毒症状を及ぼす。グラスシュリンプの96時間半数致死濃度（LC50）は0.09mg/Lと、水生生物に対する毒性がある。